# پومربی
پومربی (به آلمانی: Pommerby) یک شهر در آلمان است که در اشلسویگ-فلنسبورگ واقع شده‌است. پومربی ۱۹۱ نفر جمعیت دارد.